# Pi-Chacán

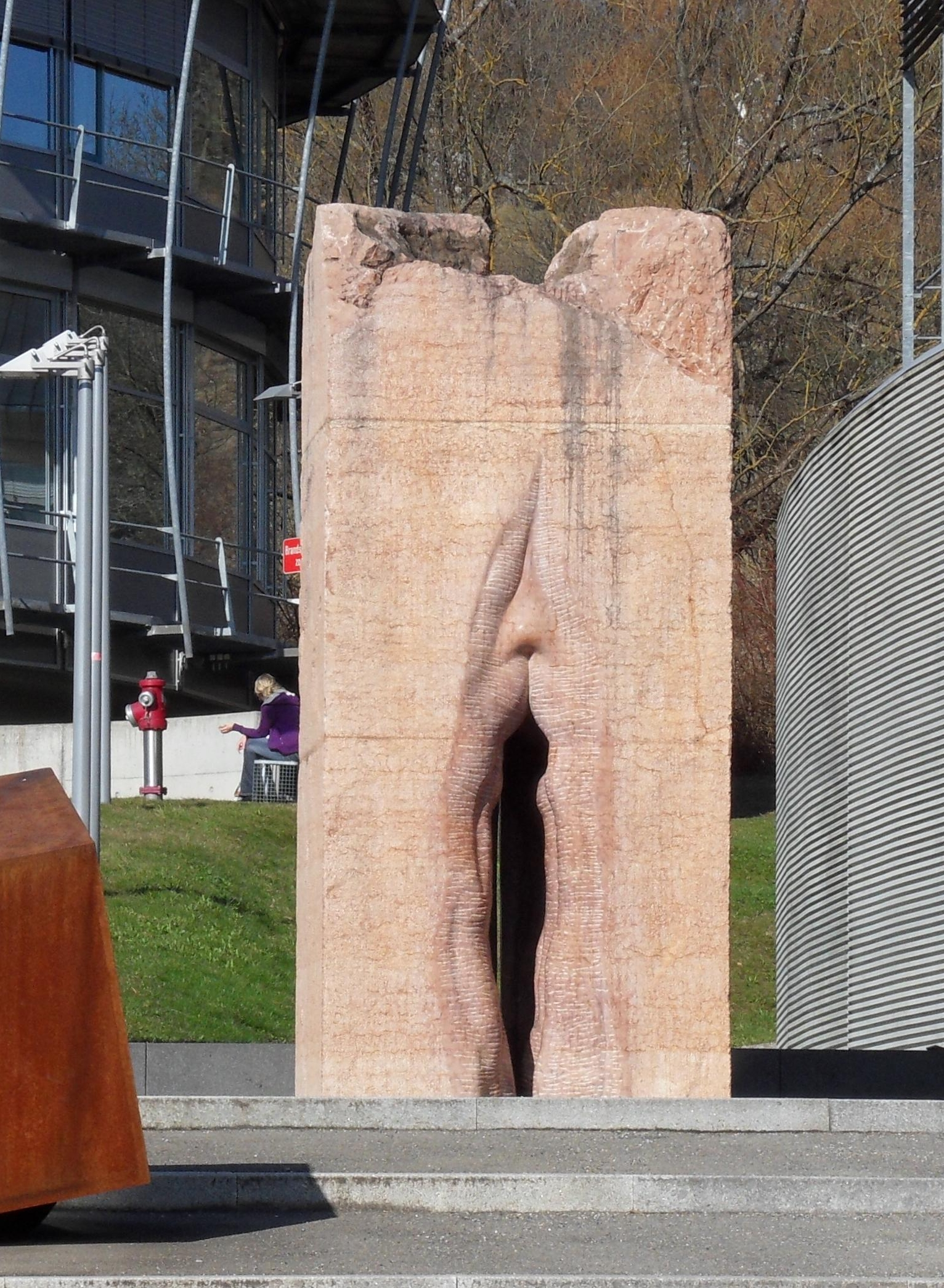
Veduta frontale della Pi-Chacán

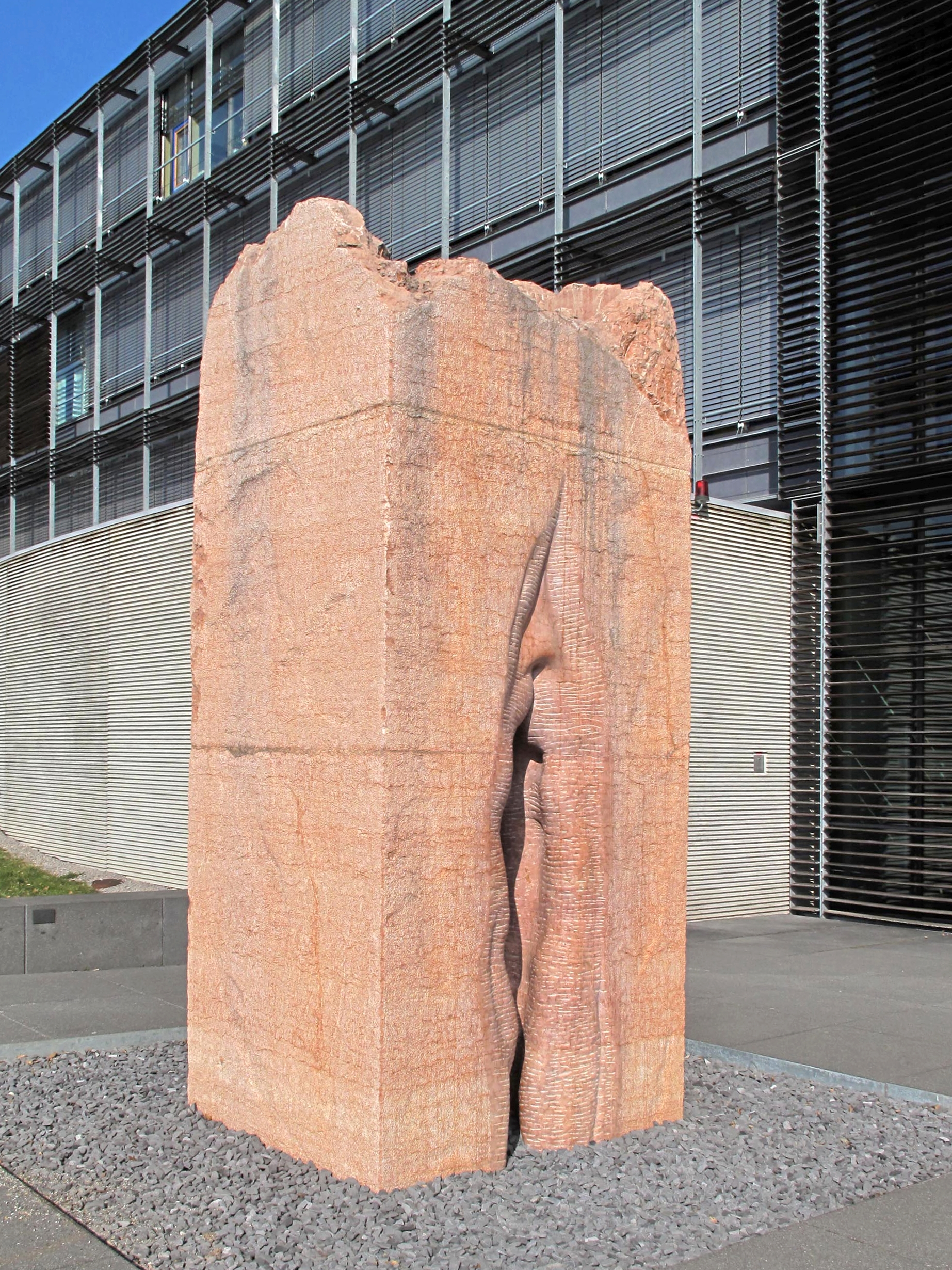
Veduta laterale della Pi-Chacán

Pi-Chacán (nota anche come Chacán-Pi) è una scultura dell'artista peruviano Fernando de la Jara, collocata nel 2011 davanti agli Istituti di Microbiologia e di Virologia dell'Università di Tubinga. Il suo peso è di 32 tonnellate, misura 4,2 x 1,7 x 1,7 metri, è realizzata in marmo rosso di Verona e rappresenta una vulva umana. Il suo costo è stato di €120.000 e inizialmente era previsto che vi fosse uno specchio d'acqua alla sua base, ma poi vincoli di bilancio hanno impedito la realizzazione di tale elemento.
Il nome della scultura deriva dal termine quechua chacán - che, secondo de la Jara, significa "cavità scavata dall'acqua nella roccia", ma anche "fare l'amore" - e dalla lettera greca Pi (usata in matematica come simbolo del "Pi greco"), la cui forma (π) richiama quella stilizzata di una porta o di una vulva.
La scultura è situata alla fine del "Cammino delle Arti" (Weg der Künste), di fronte all'ingresso degli Istituti di Microbiologia e igiene e di Virologia ed epidemiologia della Facoltà di Medicina-Policlinico universitario. Tale collocazione, in un luogo deputato allo studio e alla cura del corpo umano, ha ispirato l'artista a creare un'opera che "celebrasse il corpo". Come ha spiegato lo stesso de la Jara:
Nelle intenzioni dello scultore, l'opera dovrebbe essere "tattile" e poter esser apprezzata anche da un non vedente, essendo plasmata in forme salienti e rientranti e con superfici di consistenza diversa. Secondo l'artista, infatti, "la parte principale dell'opera non è quella esteriore": si tratta di un'opera di "arte partecipativa", che "dovrebbe essere penetrata".

## Incidente
Il 20 giugno 2014 la scultura ha attirato l'attenzione dei media internazionali quando uno studente statunitense (il cui nome non è stato divulgato) è rimasto incastrato dentro di essa, a quanto pare dopo aver "provato a posare per una foto insolita" ed essersi reso conto di non poter più uscire.
La polizia di Tubinga, avvertita da una chiamata di emergenza in cui si segnalava che una persona era "rimasta intrappolata dentro una vulva di pietra", ha inviato sul posto 5 autopompe e 22 pompieri a salvare lo studente. Effettuato con successo l'intervento, i vigili del fuoco hanno dichiarato di essere "riusciti a tirar fuori la vittima a mani nude dopo 30 minuti... per il parto non è stato necessario ricorrere al forcipe".
Né lo studente né la scultura hanno riportato danni a causa dell'incidente. De la Jara ha dichiarato alla stampa di essere stato divertito dal curioso incidente, che ha attribuito a "una mancanza di coordinamento motorio... o forse di buon senso" da parte dello studente, aggiungendo che, se questi "anziché saltare dentro, fosse penetrato con cautela, non avrebbe avuto alcun problema".